# جون ليونارد
جون ليونارد (بالإنجليزية: John Leonard)‏ هو ناقد سينمائي وكاتب وصحفي أمريكي، ولد في 25 فبراير 1939 في واشنطن العاصمة في الولايات المتحدة، وتوفي في 5 نوفمبر 2008 في مانهاتن في الولايات المتحدة بسبب سرطان الرئة.

## وصلات خارجية
- جون ليونارد على موقع IMDb (الإنجليزية)
- جون ليونارد على موقع روتن توميتوز (الإنجليزية)
- جون ليونارد على موقع ديسكوغز (الإنجليزية)